# Schenkele

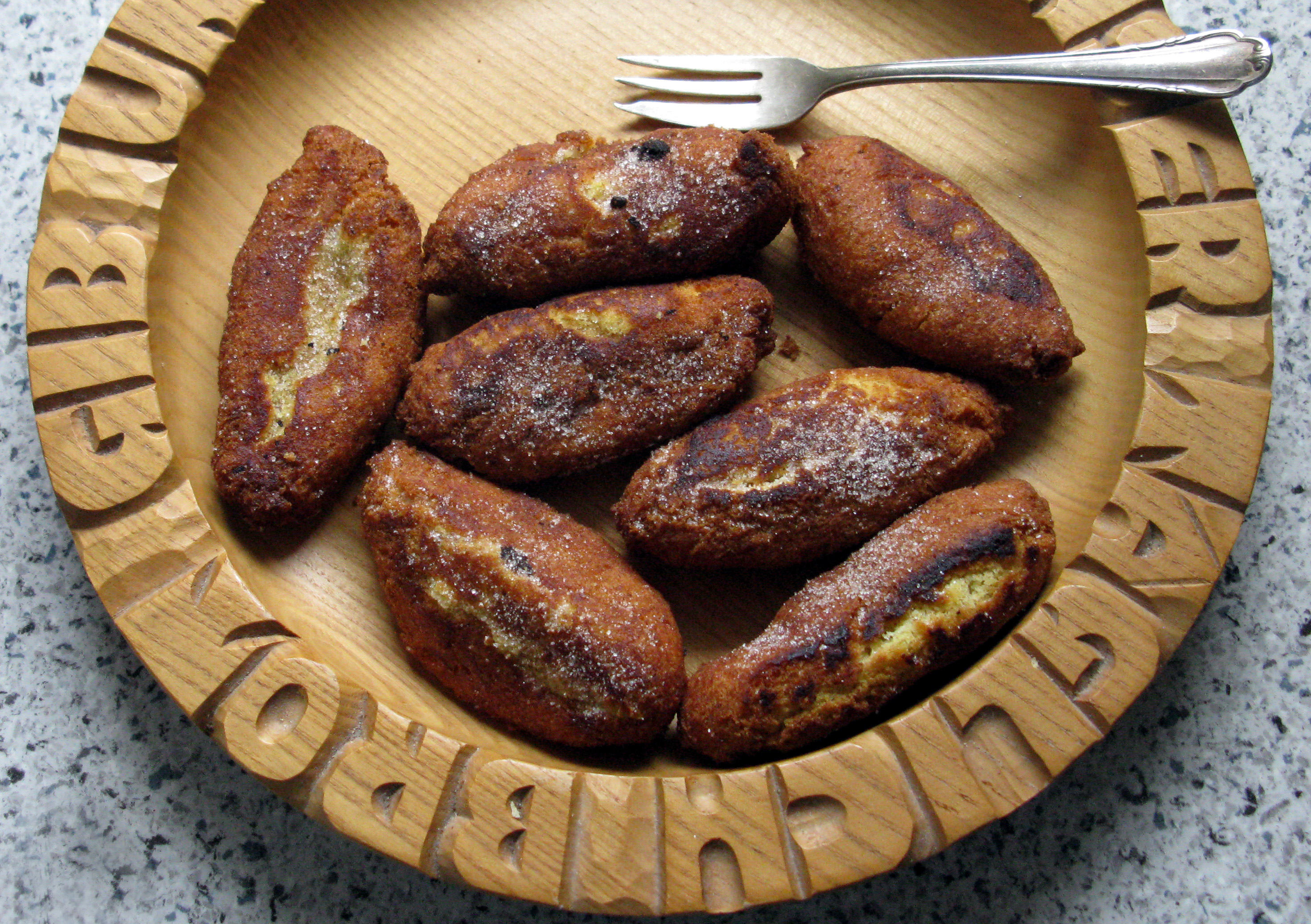
Schenkeli, Fasnachtsgebäck aus Südbaden bzw. der Schweiz

Schenkele oder Schenkela (elsässisch) bzw. Schänkeli, Schenkeli oder Schenggeli, Schänggeli (schweiz.) ist ein kleines walzenförmiges süßes Fettgebäck, das zur Weihnachts- oder Fasnachtzeit in der Deutschschweiz und im Elsass gegessen wird.
Im Schweizer Kanton Jura werden sie auf Französisch pieds de chèvre (Ziegenfüße) genannt wegen des Einschnitts, der an einem Ende der Teigwalze vor dem Ausbacken angebracht wird. Schenkeli werden zu Wein, Tee, Espresso, Obstsalat oder Eiscreme serviert.

## Namensherkunft
Der Namen leitet sich von Schenkel (Bein) ab, vielleicht auch vom deutschen schenken, „etwas anbieten“. Im Französischen heißt das Gebäck auch cuisses de dames (Damen-Oberschenkel). Unter dem Eintrag Schenkelein ist der Begriff um 1787 beim deutschen Sprachwissenschaftler Kaspar Stieler mit folgender Erklärung verzeichnet: „im Elsass schenkele zur bezeichnung kleiner, länglicher brödchen“. Schänggeli ist im Baseldeutsch die Verkleinerungsform von Schänggel (Schenkel) für das Gebäck.

## Zubereitung
Schenkeles werden aus einem ziemlich festen Teig aus Mehl, Zucker, Butter, Eiern und gemahlenen Mandeln oder Walnüssen hergestellt, der mit Orangen-, Zitronenschale und Weinbrand (Kirsch) aromatisiert wird. Der Teig wird zu fingerdicken Walzen geformt, in Fett bräunlich ausgebacken und danach mit Zucker bestreut. Das haltbare Gebäck wird in der Vorweihnachtszeit gebacken, sein Aroma wird durch Lagerung intensiver.